# Argentinische Fußballnationalmannschaft (U-17-Junioren)
Die argentinische U-17-Fußballnationalmannschaft ist eine Auswahlmannschaft argentinischer Fußballspieler. Sie unterliegt der Asociación del Fútbol Argentino und repräsentiert sie international auf U-17-Ebene, etwa in Freundschaftsspielen gegen die Auswahlmannschaften anderer nationaler Verbände, bei U-17-Südamerikameisterschaft und U-17-Weltmeisterschaften.
Die Mannschaft wurde viermal Südamerikameister (1985, 2003, 2013 und 2019) sowie sechsmal Vize-Südamerikameister (1988, 1995, 1997, 2001, 2009 und 2015).
Bei Weltmeisterschaften belegte sie dreimal den dritten Platz (1991, 1995 und 2003) und zweimal den vierten Platz (2001 und 2013). Bei den Weltmeisterschaften 1989, 1997 und 2007 schied sie jeweils im Viertelfinale aus.

## Teilnahme an U-17-Weltmeisterschaften
(Bis 1989 U-16-Weltmeisterschaft)
| 1985 | Vorrunde           |
| 1987 | nicht qualifiziert |
| 1989 | Viertelfinale      |
| 1991 | 3. Platz           |
| 1993 | Vorrunde           |
| 1995 | 3. Platz           |
| 1997 | Viertelfinale      |
| 1999 | nicht qualifiziert |
| 2001 | 4. Platz           |
| 2003 | 3. Platz           |
| 2005 | nicht qualifiziert |
| 2007 | Viertelfinale      |
| 2009 | Achtelfinale       |
| 2011 | Achtelfinale       |
| 2013 | 4. Platz           |
| 2015 | Vorrunde           |
| 2017 | nicht qualifiziert |
| 2019 | Achtelfinale       |
| 2021 | Turnier abgesagt   |
| 2023 | 4. Platz           |

## Teilnahme an U-17-Südamerikameisterschaft
(Bis 1988 U-16-Südamerikameisterschaft)
| 1985 | Sieger   |
| 1986 | 4. Platz |
| 1988 | 2. Platz |
| 1991 | 3. Platz |
| 1993 | 3. Platz |
| 1995 | 2. Platz |
| 1997 | 2. Platz |
| 1999 | 4. Platz |
| 2001 | 2. Platz |
| 2003 | Sieger   |
| 2005 | Vorrunde |
| 2007 | 3. Platz |
| 2009 | 2. Platz |
| 2011 | 3. Platz |
| 2013 | Sieger   |
| 2015 | 2. Platz |
| 2017 | Vorrunde |
| 2019 | Sieger   |
| 2023 | 3. Platz |